# توماس بيتس
توماس بيتس (بالإنجليزية: Thomas Betts)‏ هو سياسي أمريكي، ولد في 3 يونيو 1650 في غويلفورد في الولايات المتحدة، وتوفي في 1717. انتخب عضو مجلس نواب كونيتيكت.